# (234) Барбара
(234) Барбара (лат. Barbara) — типичный астероид главного пояса, который относится к очень редкому спектральному подклассу Ld. Он был обнаружен 12 августа 1883 года германо-американским астрономом К. Г. Ф. Петерсом в Клинтоне, США и назван в честь христианской великомученицы Варвары Илиопольской. 

Орбита астероида Барбара и его положение в Солнечной системе
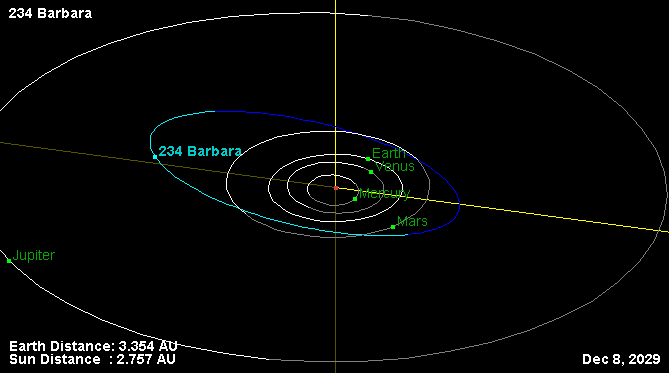
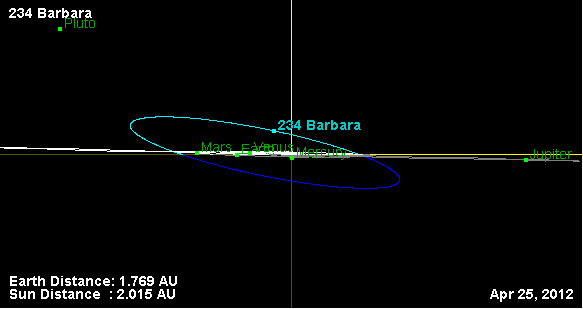

Поляриметрическое изучение этого астероида показывает, что поверхность астероида покрыта реголитом, состоящим из смеси веществ с низким и высоким альбедо. В 2009 году было установлено, что (234) Барбара должен являться двойным астероидом.